# Caparozzolante

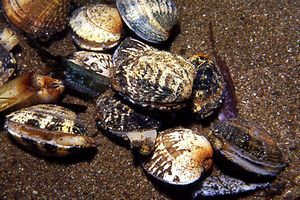
Alcune vongole veraci
(Venerupis philippinarum).

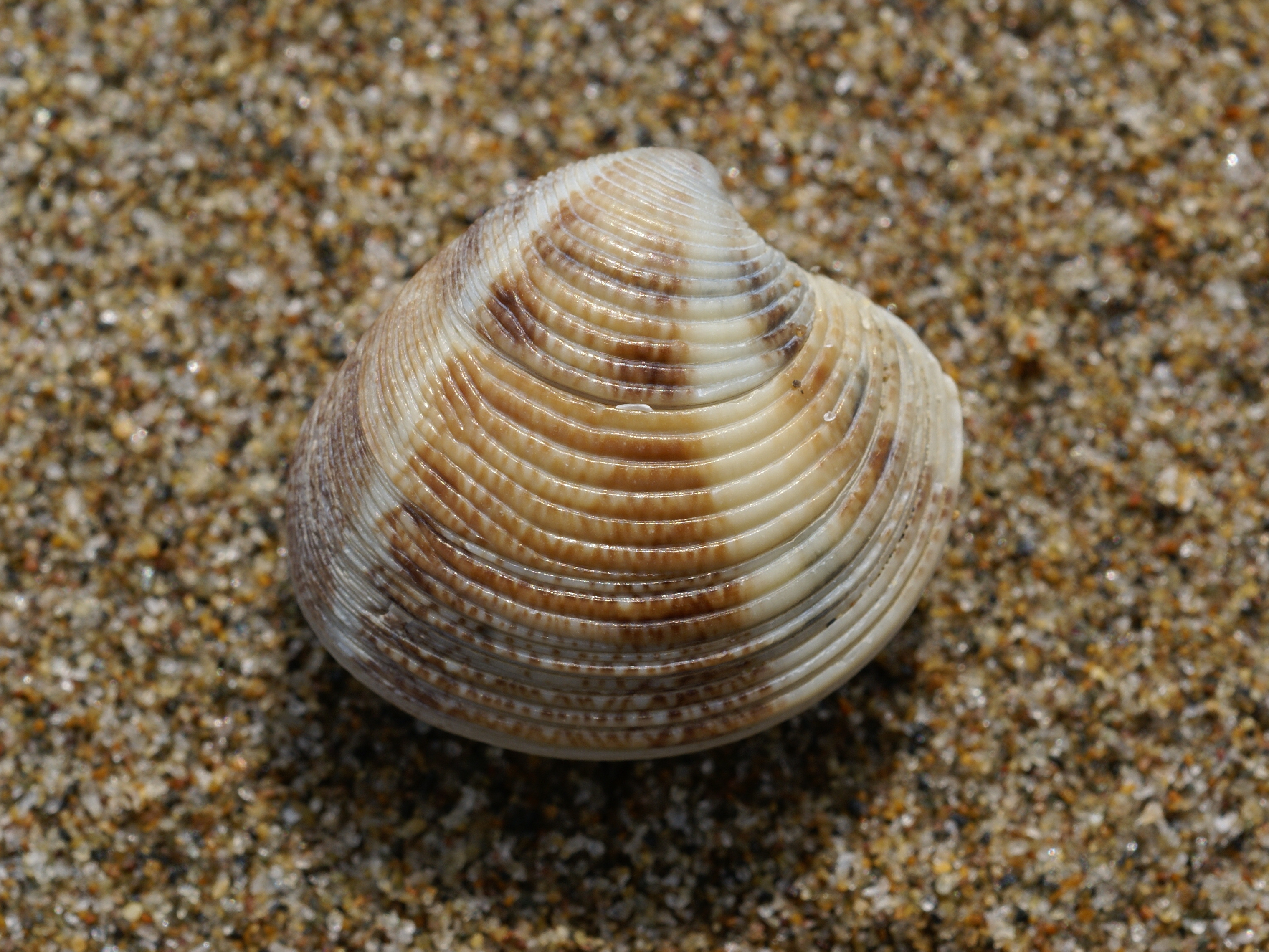
Una vongola comune
(Chamelea gallina).

Caparozzolante è un termine di origine dialettale veneta usato per indicare un pescatore di vongole veraci (Venerupis philippinarum) che opera nelle lagune costiere del Veneto. Tali molluschi sono chiamati per l'appunto caparòssoli o caparòzzoli, vezzeggiativo di capa, cioè "conchiglia", e vanno distinti dalle bevarasse, che sono invece le vongole comuni (Chamelea gallina o Venus gallina), di dimensioni minori e con colori e striature meno appariscenti.

## L'attività illegale
Benché si tratti di una pratica riconosciuta ufficialmente, il termine ha assunto una valenza negativa a causa della grande quantità di persone che esercitano questa attività, soggetta a ben precise regolamentazioni, in maniera abusiva. Gli elementi discriminanti fra attività legale e illegale dei caparozzolanti sono costituiti dal contesto e dalle modalità operative.
Fondamentale ad esempio è il luogo in cui si effettua la pesca, che per essere legale deve svolgersi nelle acque interne lagunari, che costituiscono un habitat ideale per le vongole veraci e nelle quali esistono aree date regolarmente in gestione o in concessione per il loro allevamento. Nella laguna di Venezia esistono molte zone libere ricche di questi apprezzati e redditizi molluschi, ma nella maggior parte dei casi si tratta di acque ad alto tasso di inquinamento e per tale motivo assolutamente interdette a qualsiasi tipo di pesca, come quelle in prossimità della zona industriale di Fusina o del polo chimico-industriale di Marghera (dove le acque meno fredde e l'idrodinamismo favoriscono una rapida crescita di vongole particolarmente grosse, ma allo stesso tempo l'inquinamento è tale che in alcuni tratti è persino vietata la navigazione).
Quando è di natura fraudolenta, l'attività si svolge di notte, senza luci e a bordo dei cosiddetti "drifting", imbarcazioni di basso costo che operano sotto costa, quindi non idonee alla navigazione d'altura, fornite di motori potenti e di radar. Con i loro motori da oltre 200 CV, a dispetto delle loro prue tutt'altro che affusolate, i drifting dei caparozzolanti possono raggiungere anche velocità di 45 nodi, tali da riuscire a competere con le motovedette di Carabinieri e Guardia di Finanza. Un altro elemento caratteristico della pesca illegale di vongole è la "turbosoffiante" o "draga idraulica", cioè un secondo motore di piccola potenza (meno di 25 CV) che, montato sul drifting e collegato a una pompa aspirante, viene utilizzato per la pesca vera e propria: calato all'esterno dell'imbarcazione, la sua elica spazza le acque e la sua lama taglia il fondale facendo emergere i caparozzoli, mentre la piccola idrovora risucchia tutto il materiale dal fondale, per poi espellere il fango e l'acqua e trattenere i molluschi attraverso un setaccio. Tale impiego provoca un'usura rapidissima dell'attrezzatura, il cui uso è vietato in laguna e che viene solitamente realizzata illegalmente.
L'attività dei caparozzolanti illegali produce una serie di conseguenze negative, a cominciare dai danni alla salute pubblica, in quanto, come detto, le vongole raccolte in questo modo sono fortemente inquinate (al loro interno sono state riscontrate alte percentuali di mercurio, arsenico, piombo e idrocarburi clorurati). Ci sono poi i danni arrecati all'ambiente, perché le attrezzature di raccolta danneggiano gravemente il delicato ecosistema dei fondali lagunari, distruggendone la tessitura sedimentaria, e la pesca indiscriminata in grandi quantità provoca l'impoverimento delle risorse ittiche. Va considerato, infine, il danno economico derivante dalla vendita illegale dei molluschi a prezzi concorrenziali rispetto a quelli delle vongole pescate in maniera legale.
Questa attività illegale si protrae da molto tempo ed in maniera continuativa, come testimoniato dall'apparizione periodica sugli organi informativi, veneti e non, di notizie relative a sequestri di vongole, arresti di pescatori di frodo e multe o chiusure per ristoranti colti in flagrante dalle forze dell'ordine..